# Folke Rabe
Folke Rabe (Stoccolma, 28 ottobre 1935 – Stoccolma, 25 settembre 2017) è stato un compositore svedese.

## Biografia
Fra il 1957 e il 1964 ha studiato al Royal College of Music di Stoccolma dove ebbe fra i suoi insegnanti György Ligeti, Witold Lutosławski, Karl-Birger Blomdahl, Ingvar Lidholm e Valdemar Söderholm. Ha iniziato la sua attività come musicista negli anni sessanta dapprima come jazzista prima di abbracciare la musica d'avanguardia. A questo periodo risalgono diversi brani firmati da Rabe come Bolos, per quattro tromboni, Pièce e Rondes, entrambe per coro, e l'elettroacustica What??. Quest'ultima è considerata un importante esempio di minimalismo estremo e rappresenterebbe, per usare le parole dell'artista, il tentativo di ""sentire i diversi suoni al fine di afferrare i componenti che li hanno fatti". L'album omonimo che la contiene, uscito nel 1967, è stato inserito nella classifica dei migliori album ambient stilata da Pitchfork. Fra il 1968 e il 1980 ha lavorato come direttore della programmazione per l'Istituto svedese e ha proseguito la sua attività di compositore come confermano varie esecuzioni come Basta, per trombone solista, Tintomara, per tromba e trombone più varie composizioni da camera. Rabe è deceduto il 25 settembre 2017, all'età di 81 anni.

## Discografia parziale

### Album in studio
- 1967 – What??
- 1994 – Basta
- 2006 – ARGH! (con Jan Bark)